# Cedarosaurus
Cedarosaurus (significando "Lagarto de Cedar" - recebeu o nome da Formação montanhosa Cedar, na qual foi descoberto) foi um gênero de dinossauro braquiossaurídeo naso-cristado do Período Cretáceo Inferior (Barremiano). Foi um saurópode que viveu no que agora é  Utah. Foi primeiro descrito por Tidwell, Carpenter e Brooks em 1999.
Mostra semelhanças com braquiossaurídeo Eucamerotus da Formação Wessex da Inglaterra sulista, tão bem quanto com o Brachiosaurus da Formação Morrison.